# بخش زیویه
بخش زیویه یکی از بخش‌های شهرستان سقز در استان کردستان در غرب ایران است.

## دهستان‌ها
- دهستان تیلکوه
- دهستان خورخوره
- دهستان صاحب

شهر: صاحب

## جمعیت
بنابر سرشماری مرکز آمار ایران، جمعیت بخش زیویه شهرستان سقز در سال ۱۳۸۵ برابر با ۳۱۵۳۴ نفر بوده‌است.

## آثار تاریخی
- دژ باستانی زیویه بر روی تپّه‌ای در حاشیهٔ روستای زیویه قرار دارد که اغلب گفته می‌شود در سال ۱۹۴۷ میلادی به‌طور اتّفاقی کشف شد. دکتر ایرج وامقی در مقاله‌ای با اشاره به کتابی که رشید کیخسروی در این زمینه منتشر کرده، اتفاقی بودن این کشف را رد می‌کند آن را به قاچاق سازمان‌یافته اشیاء عتیقه نسبت می‌دهد.[۴]از حفّاری‌های این تپّه، که غالباً به‌طور غیر علمی صورت گرفته‌بوده، اشیاء زیادی به دست آمده که بعضی از آن‌ها در موزه‌های داخلی و بسیاری هم در موزه‌های خارج از کشور نگهداری می‌شوند. ازجمله اشیاء به‌دست‌آمده، قطعات عاج منقوش بوده که نقوش حیوانی و صحنهٔ شکار اساطیری روی آن‌ها حک شده‌است. گردن‌بند طلا و سرِ عقاب طلائی از دیگر نمونه‌های اشیاء کشف‌شدهٔ تپّهٔ زیویه هستند.

گفتنی است قلعه باستانی زیویه متعلق به نیمه دوم قرن هفتم قبل از میلاد است که در ۵۵ کیلومتری شرق سقز و در شمال بالای تپه‌ای طبیعی قرار گرفته‌است.
کارشناسان سازمان میراث فرهنگی کردستان بر این باورند که این محل در هزاره قبل از میلاد مسیح یک قلعه حکومتی بوده‌است.
سفالینه‌ها و آثار زرین و دیگر آثار به دست آمده نشان می‌دهد، از اواسط قرن هشتم تا اوایل دوره هخامنشی زندگی در این قلعه وجود داشته‌است و با به سلطنت رسیدن داریوش هخامنشی و تهاجم وی به مادها زندگی در این قلعه به پایان رسیده است.